# Radotice
Radotice är en ort i Tjeckien. Den ligger i regionen Vysočina, i den södra delen av landet, 150 km sydost om huvudstaden Prag. Radotice ligger 434 meter över havet och antalet invånare är 139.
Terrängen runt Radotice är huvudsakligen platt. Radotice ligger nere i en dal. Runt Radotice är det glesbefolkat, med 16 invånare per kvadratkilometer. Närmaste större samhälle är Moravské Budějovice, 17,8 km nordost om Radotice. Trakten runt Radotice består till största delen av jordbruksmark.